# روبن مارتینز (بازیکن فوتبال، زاده ۱۹۸۴)
روبن مارتینز (انگلیسی: Rubén Martínez؛ زادهٔ ۲۲ ژوئن ۱۹۸۴) بازیکن فوتبال اهل اسپانیا است.
از باشگاه‌هایی که در آن بازی کرده‌است می‌توان به باشگاه فوتبال رایو وایکانو، باشگاه فوتبال بارسلونا سی، باشگاه فوتبال لوانته، باشگاه فوتبال آلمریا، باشگاه فوتبال بارسلونا بی، باشگاه فوتبال دپورتیوو لاکرونیا، باشگاه فوتبال اوساسونا، باشگاه فوتبال اندرلشت، باشگاه فوتبال مالاگا، و باشگاه فوتبال بارسلونا اشاره کرد.
وی همچنین در تیم‌های ملی فوتبال زیر ۲۰ سال اسپانیا، زیر ۲۱ سال اسپانیا، و زیر ۲۳ سال اسپانیا بازی کرده‌است.